# Что случилось осенью
«Что случилось осенью» (фр. Quand vient l'automne) — художественный фильм французского режиссёра Франсуа Озона с Элен Венсан и Жозиан Баласко в главных ролях. Премьера состоялась на кинофестивале в Сан-Себастьяне, где фильм получил две награды: за лучший сценарий и лучшую мужскую роль второго плана (Пьер Лоттен).

## Сюжет
Мишель, образцовая бабушка и великодушная соседка, наслаждается жизнью в бургундской деревне. Однажды, в нетерпеливом ожидании гостей, она отправляется с подругой Мари-Клод за грибами. Впереди — обед с дочерью и долгожданные каникулы с любимым внуком. Но досадный инцидент рушит все планы, лишая Мишель покоя и радости. Тогда Венсан, сын подруги, который недавно вышел из тюрьмы, решает исправить случившееся по-своему.

## В ролях
- Элен Венсан — Мишель
- Жозиан Баласко — Мари-Клод
- Людивин Санье — Валери Тессье
- Пьер Лоттен — Венсан
- Малик Зиди — Лоран Тессье
- Софи Гиймен — капитан полиции

## Релиз и восприятие
Премьера картины состоялась 9 сентября 2024 года на кинофестивале в Сан-Себастьяне. 2 октября фильм вышел во французский кинотеатральный прокат. Критики заранее отнесли его к главным фестивальным премьерам года.
Критик NY Times Манола Даргис высоко оценила фильм. В частности, она отметила: «Озон использует контрастные актёрские приёмы — реализм увлекает, а гиперболизированные повороты держат на расстоянии, — чтобы подчеркнуть различия между персонажами». Андрей Плахов в своей рецензии написал: «Искусное маневрирование между стилями, жанрами, модами и эпохами отличает зрелый почерк режиссёра, стоящего на пороге шестидесятилетия».